# Масик, Константин Иванович
Константи́н Ива́нович Ма́сик (укр. Костянтин Іванович Масик; род. 9 июля 1936, Волочиск) — советский и украинский политический и государственный деятель, дипломат, член ЦК КПУ (1981—1991), кандидат в члены Политбюро ЦК КПУ (январь 1988 — октябрь 1989), депутат Верховного Совета УССР 10-11-го созывов.

## Биография
Родился в городе Волочиск, ныне Хмельницкой области. Отец был генералом и народным комиссаром Молдавии, погиб, когда Константину было всего 13 лет.
Образование высшее, в 1959 году окончил Горьковский институт инженеров водного транспорта, заочную ВПШ при ЦК КПСС.
С 1959 года — инженер-конструктор Киевского судостроительно-судоремонтного завода.
С 1960 года — инструктор, заместитель заведующего, заведующий отделом Киевского обкома ЛКСМУ.
С 1964 года — инструктор Киевского обкома КП Украины.
С 1965 года — 1-й секретарь Киевского горкома и обкома ЛКСМУ.
С 1972 года — 1-й секретарь Дарницкого райкома КП Украины (г. Киев).
С 1974 года — инспектор ЦК КП Украины.
С 1976 года — секретарь, с 1977 года — 2-й секретарь Одесского обкома КП Украины.
В 1981—1986 и в 1989—1990 годах — заместитель Председателя Совета Министров УССР.
В 1986—1987 годах — инспектор ЦК КПСС. Вспоминал, что ему предлагали стать министром морского флота СССР или премьер-министром Казахстана.
В 1987—22 июля 1989 — 1-й секретарь Киевского горкома КПУ.
С 25 июля по 3 августа 1990 года — заместитель Председателя Совета Министров Украинской ССР, с 3 августа 1990 года — 1-й заместитель Председателя Совета Министров УССР.
В мае — октябре 1992 года — 1-й Вице-премьер-министр Украины.
С 16 октября 1992 по июнь 1997 года — Чрезвычайный и Полномочный Посол Украины в Финляндии (с представительством интересов Украины в Королевстве Швеция, Королевстве Дания, Королевстве Норвегия).
Депутат Верховного Совета УССР 10-11-го созывов. Награждён Почётным знаком Президента Украины.

## Цитаты
- Хоть сейчас и критикуют тот строй, но мне кажется, что тогда стремление к власти строилось на более благородных побуждениях -- послужить людям, проявить свои возможности чисто и честно.
- Что же касается ЧАЭС, то Леонид Кучма пошел на смелый шаг, закрыв станцию. Ведь тогда СССР поставил себе главной целью не безопасность людей, а восстановление работы станции. И огромнейшие деньги шли именно на изоляцию разрушенного блока, чтобы ЧАЭС могла работать и дальше. Это был антигуманный аспект.
- ...У меня в памяти сразу всплыли детские воспоминания о войне: мы тогда жили в Стрые, отец был командиром укрепрайона и прямо на танке ушел на границу, где наступали немцы. Тогдашнюю панику я запомнил на всю жизнь. И вот в 1986-м на вокзале, увидев жуткую давку (люди бежали от Чернобыля), я вспомнил те события.